# Cieleżyszki
Cieleżyszki (biał. Цялежышкі; ros. Тележишки) − wieś na Białorusi, w obwodzie grodzieńskim, w rejonie oszmiańskim, w sielsowiecie Grodzie.

## Historia
W czasach zaborów wieś w gminie Polany, w powiecie oszmiańskim, w guberni wileńskiej Imperium Rosyjskiego. W 1866 roku liczyła 19 dusz rewizyjnych. W 1905 roku liczyła 60 mieszkańców, 62 dziesięcin.
W latach 1921–1945 wieś leżała w Polsce, w województwie wileńskim, w powiecie oszmiańskim, w gminie Polany.
W 1931 wieś w 22 domach zamieszkiwało 121 osób.
Wierni należeli do parafii rzymskokatolickiej w Oszmianie. Miejscowość podlegała pod Sąd Grodzki w Oszmianie i Okręgowy w Wilnie; właściwy urząd pocztowy mieścił się w Oszmianie.
Po II wojnie światowej w granicach Związku Sowieckiego. 
Do 1978 roku w składzie sielsowietu Murowana Oszmianka. Do 1988 w sielsowiecie Polany.
Od 1991 w niepodległej Białorusi.